# Solraig ver
El solraig ver, marraix, tauró o salroig entre altres denominacions (Isurus oxyrinchus) és una espècie tauró lamniforme de la família dels làmnids que pot arribar a assolir els quatre metres de longitud i pot arribar a viure entre 11 i 23 anys.

## Morfologia

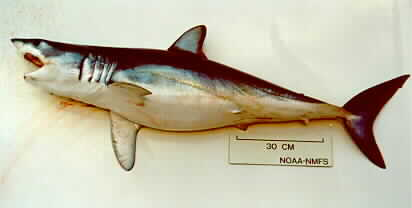
Exemplar de solraig

- Presenta cinc fenedures branquials a cada costat.

- Té dues aletes dorsals, la segona d'elles molt petita i situada a nivell de l'anal. Les pectorals són amples i llargues mentre que les ventrals són petites.
- Peduncle caudal estret i proveït d'una carena lateral a cada costat.
- Aleta caudal en forma de mitja lluna.
- Musell afuat i dents triangulars amb la punta recorbada cap enrere.
- Dors i costats de to gris fosc o gris blavós.
- Ventre blanc.

## Ecologia
És de costums solitaris, neda moltes vegades amb les aletes dorsal i cua fora de l'aigua. S'alimenta de calamars, verats, tonyines, bonítols, peixos espasa, altres taurons, marsopes i tortugues.

## Ús gastronòmic
La seua carn blanca és molt apreciada i sovint es ven al mercat juntament amb la d'altres peixos com el peix espasa, el conegut emperador, del qual és fàcil diferenciar per l'estructura i la composició cartilaginosa de les vèrtebres, com també per la pell, que no té escates sinó petits denticles de constitució semblant a les dents, encara que quan està a la venda es troba sense pell.